# 京極高厚 (旗本)
京極 高厚（きょうごく たかあつ）は、江戸時代中期の高家旗本。先代京極高本の婿養子ながら嫡子を辞した京極高常の子で、母は高本の次女。

## 生涯
宝暦8年（1758年）6月3日、家督を相続する。生涯、表高家衆に所属し、高家職には登用されなかった。明和6年（1769年）12月22日、将軍徳川家治に御目見する。天明元年（1781年）5月12日死去、享年29。